# Sireix
Sireix ist eine französische Gemeinde mit 61 Einwohnern (Stand 1. Januar 2022) im Département Hautes-Pyrénées in der Region Okzitanien. Sie gehört zum Kanton La Vallée des Gaves und zum Arrondissement Argelès-Gazost. 

## Lage
An der westlichen Gemeindegrenze verläuft das Flüsschen Gave d’Estaing, das ganz im Norden in den Gave d’Azun mündet.
Sireix ist umgeben von folgenden Nachbargemeinden:
|         |                                             |                  |
| Bun     | Kompassrose, die auf Nachbargemeinden zeigt | Arras-en-Lavedan |
| Estaing |                                             |                  |

## Bevölkerungsentwicklung

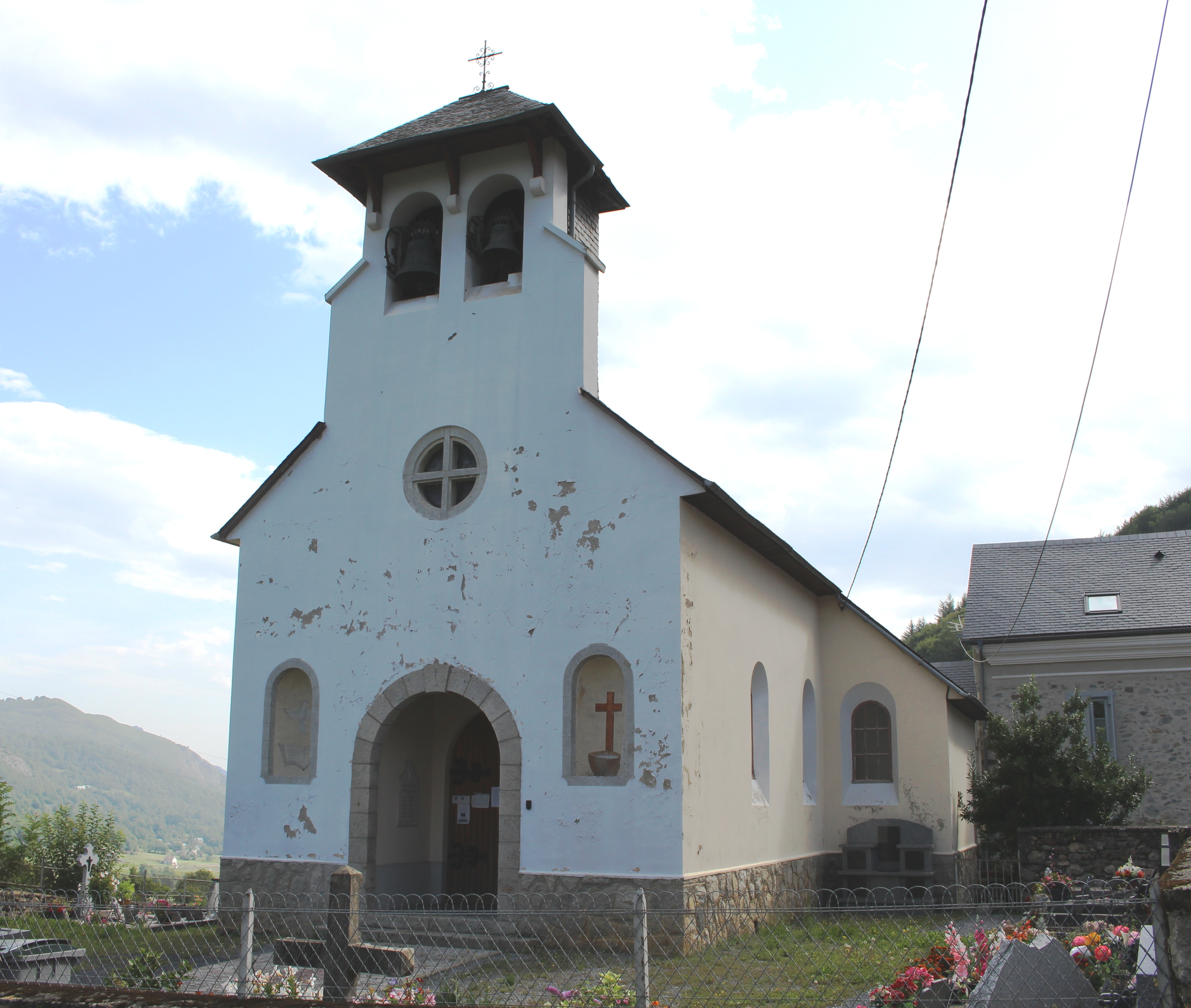
Kirche Saint-Jean-Baptiste

| Jahr                      | 1962 | 1968 | 1975 | 1982 | 1990 | 1999 | 2008 | 2016 |
| ------------------------- | ---- | ---- | ---- | ---- | ---- | ---- | ---- | ---- |
| Einwohner                 | 66   | 72   | 68   | 63   | 61   | 58   | 69   | 65   |
| Quelle: Cassini und INSEE |      |      |      |      |      |      |      |      |